# Кэммоцу, Эйдзо
Эйдзо Кэммоцу (яп. 監物永三 Кэммоцу Эйдзо, 13 февраля 1948) — японский гимнаст, трёхкратный олимпийский чемпион— в командном виде, семикратный чемпион мира.
Родился в Окаяме; закончил Японский университет спортивной науки. В 1968 году на Олимпийских играх в Мехико стал обладателем золотой и бронзовой медалей. На чемпионате мира 1970 года он завоевал три золотых и три серебряных медали. В 1972 году заработал золотую, серебряную и бронзовую медали Олимпийских игр в Мюнхене. В 1974 году стал обладателем двух золотых и трёх бронзовых медалей чемпионата мира. В 1976 году на Олимпийских играх в Монреале Эйдзо Кэммоцу завоевал золотую и две серебряных медали. На чемпионате мира 1978 года он завоевал две золотых медали и одну серебряную. На чемпионате мира 1979 года стал обладателем серебряной медали.